# Campeonato Europeu de Atletismo em Pista Coberta de 2015 - Salto em distância masculino
A prova do salto em distância masculino  do Campeonato Europeu de Atletismo em Pista Coberta de 2015 foi disputada entre os dias 5 e 6 de março de 2015 no O2 Arena em Praga, República Checa. 

## Recordes
Antes desta competição, os recordes mundiais e do campeonato nesta prova eram os seguintes:
|                       | Nome            | Nacionalidade  | Distância | Local       | Data                  |
| --------------------- | --------------- | -------------- | --------- | ----------- | --------------------- |
| Recorde mundial       | Carl Lewis      | Estados Unidos | 8m 79cm   | Nova Iorque | 27 de janeiro de 1984 |
| Recorde do campeonato | Sebastian Bayer | Alemanha       | 8m 71cm   | Turim       | 8 de março de 2009    |
| Recorde europeu       | Sebastian Bayer | Alemanha       | 8m 71cm   | Turim       | 8 de março de 2009    |

## Medalhistas
| Ouro                 | Prata             | Bronze                  |
| Michel Tornéus (SWE) | Radek Juška (CZE) | Andreas Otterling (SWE) |

## Cronograma
Todos os horários são locais (UTC+2).
| Data       | Hora  | Evento       |
| ---------- | ----- | ------------ |
| 5 de março | 17:00 | Qualificação |
| 6 de março | 17:55 | Final        |

## Resultados

### Qualificação
Qualificação: 8,00m (Q) ou os 8 melhores qualificados (q).
| Posição | Atleta                  | Nacionalidade | #1   | #2   | #3   | Resultados | Notas |
| ------- | ----------------------- | ------------- | ---- | ---- | ---- | ---------- | ----- |
| 1       | Michel Tornéus          | Suécia        | 7.97 | –    | –    | 7.97       | q     |
| 2       | Andreas Otterling       | Suécia        | x    | 7.62 | 7.96 | 7.96       | q,    |
| 3       | Pavel Shalin            | Rússia        | x    | 7.94 | –    | 7.94       | q     |
| 4       | Louis Tsatoumas         | Grécia        | 7.62 | 7.90 | –    | 7.90       | q     |
| 5       | Jean Marie Okutu        | Espanha       | 7.44 | 7.77 | 7.86 | 7.86       | q     |
| 6       | Rain Kask               | Estónia       | 7.82 | x    | –    | 7.82       | q,    |
| 7       | Alyn Camara             | Alemanha      | 7.79 | x    | 7.79 | 7.79       | q     |
| 8       | Radek Juška             | Chéquia       | 7.79 | 7.30 | 7.59 | 7.79       | q     |
| 9       | Cedric Nolf             | Bélgica       | 7.78 | x    | x    | 7.78       |       |
| 10      | Kanstantsin Barycheuski | Bielorrússia  | x    | 7.74 | 7.77 | 7.77       |       |
| 11      | Max Heß                 | Alemanha      | 7.71 | 7.66 | 5.22 | 7.71       |       |
| 12      | Adrian Strzałkowski     | Polónia       | 7.70 | 7.46 | 7.47 | 7.70       |       |
| 13      | Julian Howard           | Alemanha      | 7.65 | 6.40 | 7.64 | 7.65       |       |
| 14      | Kafétien Gomis          | França        | x    | x    | 7.65 | 7.65       |       |
| 15      | Bachana Khorava         | Geórgia       | 7.63 | 7.45 | 6.77 | 7.63       |       |
| 16      | Benjamin Gabrielsen     | Dinamarca     | 7.49 | 7.62 | 7.47 | 7.62       |       |
| 17      | Adam McMullen           | Irlanda       | 7.50 | 7.19 | 7.53 | 7.53       |       |
| 18      | Valentin Toboc          | Roménia       | x    | x    | 7.49 | 7.49       |       |
| 19      | Sergiu Caciuriac        | Roménia       | 7.03 | 7.17 | 7.47 | 7.47       |       |
| 20      | Georgi Tsonov           | Bulgária      | 7.40 | x    | –    | 7.40       |       |
| 21      | Thobias Nilsson Montler | Suécia        | 5.71 | 7.32 | 7.38 | 7.38       |       |
| 22      | Tomáš Veszelka          | Eslováquia    | x    | 7.24 | x    | 7.24       |       |
| 23      | Gledis Halluni          | Albânia       | x    | x    | 6.42 | 6.42       |       |
| —       | Elvijs Misāns           | Letônia       | x    | x    | x    | NM         |       |

### Final
A final foi realizada às 17:55 no dia 6 de março de 2015.  
| Posição           | Atleta            | Nacionalidade | #1   | #2   | #3   | #4   | #5   | #6   | Resultados | Notas           |
| ----------------- | ----------------- | ------------- | ---- | ---- | ---- | ---- | ---- | ---- | ---------- | --------------- |
| Medalha de ouro   | Michel Tornéus    | Suécia        | x    | 8.30 | 8.03 | –    | –    | –    | 8.30       | ,               |
| Medalha de prata  | Radek Juška       | Chéquia       | 8.10 | x    | 7.49 | x    | x    | 7.89 | 8.10       | Recorde pessoal |
| Medalha de bronze | Andreas Otterling | Suécia        | 7.70 | x    | x    | 7.87 | 7.97 | 8.06 | 8.06       | Recorde pessoal |
| 4                 | Louis Tsatoumas   | Grécia        | 7.72 | 7.90 | 7.95 | x    | 7.98 | 7.71 | 7.98       |                 |
| 5                 | Jean Marie Okutu  | Espanha       | 7.85 | x    | 7.93 | x    | x    | 6.07 | 7.93       |                 |
| 6                 | Pavel Shalin      | Rússia        | 7.74 | x    | x    | 7.80 | x    | x    | 7.80       |                 |
| 7                 | Alyn Camara       | Alemanha      | 7.51 | 7.57 | x    | 7.40 | x    | 7.70 | 7.70       |                 |
| 8                 | Rain Kask         | Estónia       | x    | x    | x    | 7.24 | x    | –    | 7.24       |                 |

Legenda
| Recorde mundial       | Recorde mundial (World record)               |                       | Recorde africano                      | Recorde africano (African) |                                           | Q | Classificado por posição (Qualified) |
| Recorde do campeonato | Recorde do campeonato (Championship record)  | Recorde da América    | Recorde da América (Americas)         | q                          | Classificado por melhor tempo (Qualified) |   |                                      |
| Melhor marca do ano   | Melhor marca do ano (World leading)          | Recorde asiático      | Recorde asiático (Asian)              | DNS                        | Não largou (Did not start)                |   |                                      |
| Recorde nacional      | Recorde nacional (National record)           | Recorde europeu       | Recorde europeu (European)            | DNF                        | Não terminou (Did not finish)             |   |                                      |
| Recorde pessoal       | Recorde pessoal do atleta (Personal best)    | Recorde da Oceania    | Recorde da Oceania (Oceania)          | DSQ / DQ                   | Desclassificado (Disqualified)            |   |                                      |
| Recorde da temporada  | Recorde da temporada do atleta (Season best) | Recorde sul-americano | Recorde sul-americano (South America) | NM                         | Sem marca (No mark)                       |   |                                      |